# 太陽光度
太陽光度，{\displaystyle L_{\bigodot }}，是天文學家習慣用於計量恆星光度（輻射光子的能力）的單位。
它相當於太陽的光度，其值為3.827 × 1026 瓦特，或是, 3.827 × 1033爾格/秒。如果把太阳辐射的中微子也当做电磁辐射的话，该值稍大一点，为3.939×1026 瓦特 (等于4.382×109 kg/s 或 2.107×10−15 M☉/d)

## 計算太陽光度
計算太陽的光度只需要知道二個數值，從天文年曆上可以查到這兩個數值（均換算成cgs單位制）。
- 太陽常數：地球在距離太陽一天文單位上，於單位時間在單位面積上得到的能量。在習用的cgs制下是1.366×106爾格/秒/平方公分，國際單位（IS，MKS制）下是1366瓦特/平方公尺。
- 地日距離，也就是天文單位：1.49598E+13公分（1.49598E+11公尺）。

我們若假設太陽向外傳送的能量在每個方向上都是相等的，那就只要知道以太陽為中心，地日距離為半徑的球殼面積有多大，將太陽常數乘以這個數值就能得到太陽的光度了。
- 球殼的面積是4×π×r2，所以這個球殼的面積是2.81229E+27平方公分（2.81229E+23平方公尺），
- 再乘上太陽常數就可以得到太陽光度是3.84159E+33爾格/秒（3.84159E+26瓦特）。
  - 此為實際運算結果，在實務上使用的數值請見主文前之摘要。

同樣的也可以計算地球截面積的大小，得知太陽供應給地球的能量有多少。
- 地球半徑：6,378,140公尺（6,378.14公里）
- 地球的截面積 = π×地球半徑2 = 1.27802E+14平方公尺（127,802,000平方公里）
- 抵達地球的能量 = 太陽常數×地球截面積 = 1.74578×1024爾格/秒 = 1.74578×1017瓦特

## 延伸閱讀
- Sackmann, I.‐Juliana; Boothroyd, Arnold I. . The Astrophysical Journal. 2003-02, 583 (2): 1024–1039  [2020-10-24]. Bibcode:2003ApJ...583.1024S. ISSN 0004-637X. doi:10.1086/345408. （原始内容存档于2021-02-19） （英语）.
- Foukal, P.; Fröhlich, C.; Spruit, H.; Wigley, T. M. L. . Nature. 2006-09, 443 (7108): 161–166  [2020-10-24]. Bibcode:2006Natur.443..161F. ISSN 1476-4687. doi:10.1038/nature05072. （原始内容存档于2016-10-21） （英语）.
- Pelletier, Jon D. . The Astrophysical Journal. 1996-05-20, 463 (1): L41–L45  [2020-10-24]. Bibcode:1996ApJ...463L..41P. doi:10.1086/310049. （原始内容存档于2021-10-27）.
- Stoykova, D. A.; Shopov, Y. Y.; Ford, D.; Georgiev, L. N.; Tsankov, L., , , 1999  [2010-10-22], （原始内容存档于2011-06-22）

## 資料來源
- Solar Luminosity（页面存档备份，存于）
- LISIRD: LASP Interactive Solar Irradiance Datacenter
- Variation of Solar Luminosity